# Hydropsyche ressli
Hydropsyche ressli är en nattsländeart som beskrevs av Malicky 1974. Hydropsyche ressli ingår i släktet Hydropsyche och familjen ryssjenattsländor. Inga underarter finns listade i Catalogue of Life.